# نیچر ژئوساینس
نیچر ژئوسایِنس (انگلیسی: Nature Geoscience) یک ژورنال علمی ماهانه با داوری همتا است که توسط گروه انتشارات نیچر منتشر می‌شود. سردبیر اصلی این ماهانه تامارا گلدین است که در فوریه ۲۰۲۰ مسئولیت را از هایکه لانگنبرگ تحویل گرفت. نیچر ژئوسایِنس در ژانویهٔ ۲۰۰۸ تأسیس شده‌است.

## محدودهٔ پوشش
این مجله تمام جنبه‌های علوم زمین، از جمله تحقیقات نظری، مدل‌سازی، و کار میدانی را پوشش می‌دهد. آثار مرتبط مهم در زمینه‌های دیگر؛ مانند علوم جوی، زمین‌شناسی، ژئوفیزیک، اقلیم‌شناسی، اقیانوس‌شناسی، دیرین‌شناسی و علوم فضایی نیز تاکنون انتشار داده شده‌است.

## چکیده و نمایه‌سازی
مجله توسط: چکیده‌نویسی و نمایه شده‌است.
- CAB Abstracts
- خدمات چکیده‌های شیمی/CASSI
- نمایه استنادی علوم
- مطالب جاری/فیزیکی، شیمیایی و علوم زمین
- GeoRef

بر اساس گزارش‌های استنادی این ژورنال، ضریب تأثیر این مجله در سال ۲۰۲۰ برابر با ۱۶٫۹۰۸ است.